# Лікар Віра (фільм)
«Лікар Віра» — радянський художній фільм, знятий в 1967 році режисером Даміром Вятичем-Бережних за мотивами однойменної повісті Бориса Полевого. Прем'єра відбулася в березні 1968 року. Фільм — один з лідерів кінопрокату СРСР.

## Сюжет
Дія фільму відбувається в роки Великої Вітчизняної війни. Героїня фільму — молодий хірург Віра Трьошнікова, жінка важкої долі, що залишилася з радянськими пораненими в окупованому місті, в госпіталі, який не встигли евакуювати. Заради порятунку багатьох життів Віра погоджується стати начальником німецького госпіталю для цивільних осіб, і вступає в підпільну боротьбу проти окупантів. Протягом багатьох місяців вона, рятуючи поранених, веде небезпечну дуель з гестапо і окупаційним керівництвом, живе подвійним життям, не гублячи при цьому честі і гідності радянської людини. Лікар Віра йде на все заради порятунку поранених в своєму госпіталі, вона навіть розкриває рани, які загоюються, щоб німці бачили свіжі шви. Однак, після звільнення міста нашими частинами, лікар Віра, дружина репресованого до війни, потрапляє під підозру у співпраці з німцями… Починається слідство.

## У ролях
- Ірина Тарковська (Рауш) — Віра Трьошнікова, лікар
- Нінель Мишкова — актриса Кіра Ланська
- Георгій Жжонов — Сухохлєбов
- Микола Крючков — Насєдкін
- Віктор Коршунов — Мудрик
- Кларіна Фролова-Воронцова — тітка Веня
- Артем Іноземцев — слідчий
- Олександр Ширшов — Павло Петрович
- Анатолій Ларіонов — Винокуров
- Олександр Кирилов — фон Шоненберг
- Юрій Кірєєв — Кірпач
- Віктор Уральський — лейтенант
- Томас Вайсета — німецький комендант Кірхнер
- Герман Качин — поліцай
- Ганна Заржицька — дружина Насєдкіна
- Світлана Харитонова — громадянка
- Олександра Данилова — тітка
- Валерій Носик — попик
- Петро Любешкін — Василь
- Ніна Агапова — затримана
- Григорій Михайлов — «Комісар»
- Борис Бітюков — епізод
- Леонід Пирогов — епізод
- Олександр Воєводін — епізод
- Іван Косих — епізод
- Герман Полосков — епізод
- Михайло Пташук — епізод

## Знімальна група
- Режисер — Дамір Вятич-Бережних
- Сценаристи — Дамір Вятич-Бережних, Олексій Леонтьєв
- Оператор — Еміль Гулідов
- Композитор — Едуард Артем'єв
- Художник — Костянтин Степанов